# Église Saints-Pierre-et-Paul d'Igny
Pour les articles homonymes, voir Église Saints-Pierre-et-Paul.
L'église Saints-Pierre aux Liens  est une église catholique située sur la commune d'Igny, dans le département français de la Haute-Saône, en France.

## Historique
L'édifice est inscrit au titre des monuments historiques par arrêté du 7 août 1987.